# Historia Imperatorum
L'Historia Imperatorum è l'opera di un anonimo bizantino, che narra la storia da Adamo ed Eva fino alla fine del regno dell'imperatore bizantino Niceforo III Botaniate (1078-1081).

## Stile
L'Historia Imperatorum è scritta in greco medievale, con un linguaggio parlato dal popolo. Sembra essere una parafrasi della cronaca di Costantino Manasse, che tratta dello stesso periodo, ma la differenza da questa è che si dilunga in certi fatti mentre altri li salta e altri ancora li tratta velocemente. L'opera presenta nel lessico e in alcune forme verbali termini totalmente nuovi. Le copie di Historia Imperatorum che si sono salvate durante il tempo sono dieci, ma non tutte sono complete. La copia più vecchia che abbiamo dell'opera è stata scritta tra la fine del XIV secolo e l'inizio del XV. L'autore commette spesso errori sugli anni e sui nomi di persone.

## Contenuto dell'opera

### Primo libro
Il primo libro dell'opera tratta gli episodi dalla Genesi fino all'imperatore romano Massimiano.
Nel primo capitolo l'Historia Imperatorum può essere vista come un commentario del Libro della Genesi, infatti sono riproposti gli eventi della creazione della terra, fino ad arrivare alle vicende riguardanti Abramo. Il secondo capitolo inizia con uno sfondo della situazione all'epoca di Abramo, infatti il capitolo tratta del regno degli Assiri all'epoca del re Baal. Viene poi narrata la nascita dell'Egitto e la costruzione di Ninive, si inizia poi a parlare dei Persiani. Nel terzo capitolo è narrato il regno del faraone egiziano Sesostride, nel quarto capitolo c'è la narrazione del regno della figura mitica del re Assiro Sardanapalo. Nel quinto capitolo è trattato l'importante regno del re caldeo Nabucodonosor II, mentre nel sesto capitolo si parla del suo successore Evilmerodach e successivamente di Baltasar.
Dal settimo capitolo si inizia a parlare delle vicende dell'impero persiano, partendo da Achemenes, nel capitolo ottavo si parla di sua figlia Mandane che sposò Cambise I (di cui si parlerà nel nono capitolo) e da questo matrimonio nascerà Ciro il Grande. Nel decimo capitolo si parla dell'assassinio di Smerdi, compiuto dal fratello Cambise II. Nell'undicesimo capitolo l'Historia parla del regno di Dario I e accenna alle Guerre persiane contro i Greci, nelle quali i Persiani furono sconfitti.

### Secondo libro
Il secondo e ultimo libro dell'opera trattano il periodo che va dall'imperatore romano Diocleziano (284-305) fino all'imperatore bizantino Niceforo III Botaniate.
Il primo e il secondo capitolo parlano dei regni di Diocleziano e Massimiano. Nel terzo capitolo si parla del regno di Galerio (305-311) ad Oriente e di Costanzo Cloro (305-306) ad Occidente, viene trattata la morte di Costanzo e la presa del potere da parte di Costantino I (306-337), nel quarto capitolo si parla di quest'ultimo quando governava sulla Britannia e sulla Gallia. Nel quinto capitolo si parla di Licinio. Nel sesto capitolo si parla di quando Costantino diviene unico imperatore, continuando fino al ventitreesimo capitolo, in cui si parla della sua morte. Nel ventiquattresimo capitolo si parla del regno di Costanzo II continuando fino al trentunesimo capitolo. Dal trentaduesimo capitolo si inizia a parlare del regno di Flavio Claudio Giuliano e si continua fino al trentottesimo. Nel trentanovesimo e quarantesimo capitolo si parla del regno di Gioviano. Nel 41º capitolo si parla del regno di Valentiniano I, proseguendo fino al 44° (in questi capitoli si parla anche del vescovo di Milano Ambrogio e del patriarca di Costantinopoli Gregorio il Teologo). Nel capitolo 45º si parla dei regni di Graziano e Valente (di lui anche nel 46º e nel 49º). Nel 47º capitolo l'Hiatoria parla della conversione della regina dei Saraceni Mavia, nel 48º capitolo si parla dell'imperatore persiano Arsabalo. Nel 50º capitolo si parla del regno di Teodosio I, ultimo imperatore che regnò sull'impero romano unito, fino al 56º capitolo in cui questi muore. Dal capitolo 57º viene narrata la definitiva separazione dell'impero romano: nell'Impero Romano d'Oriente, di cui divenne imperatore Arcadio, e nell'Impero Romano d'Occidente, del quale divenne imperatore Onorio.
Dal capitolo 58º l'autore inizia a seguire i fatti dell'Impero romano d'Oriente e ad usare i fatti d'Occidente solo quale eco di ciò che succedeva alle frontiere dell'impero d'Oriente. Quindi dal capitolo 58º fino al 62º tratta del regno di Arcadio, nel 63º inizia invece il regno del figlio Teodosio II e nel 64º capitolo si inizia a notare il ruolo importante della sorella Elia Pulcheria. Si narra dunque del regno di Teodosio fino al capitolo 81º, dove si narra l'arrivo di Attila. Nell'82º capitolo si narra come Pulcheria fece salire al trono Marciano, viene narrato il suo regno fino all'86º capitolo, nel frattempo Pulcheria muore. Dall'87º capitolo è narrato il regno di Leone I, fino a quando questi muore (nel 93º capitolo). Nel 94º capitolo si vede iniziare il regno di Zenone, nel 95 °C'è il tentativo di usurpazione dei Basilisco. Nel 96º capitolo c'è la morte del generale bizantino Illo e nel 97º capitolo la fine dell'impero romano d'Occidente, che cade per mano di Odoacre. Nel 102º capitolo c'è la morte di Zenone.